# Râul Cocora, Rebricea
Râul Cocora este un curs de apă, afluent al râului Rebricea. 